# Краслянська сільська рада
Красля́нська сільська́ ра́да — адміністративно-територіальна одиниця та орган місцевого самоврядування у Прилуцькому районі Чернігівської області. Адміністративний центр — село Красляни.

## Загальні відомості
Краслянська сільська рада утворена у 1943 році.
- Територія ради: 58,667 км²
- Населення ради: 916 осіб (станом на 2001 рік)

## Населені пункти
Сільській раді були підпорядковані населені пункти:
- с. Красляни
- с. Лиски
- с. Рибці

## Склад ради
Рада складалася з 14 депутатів та голови.
- Голова ради: Ярмоленко Борис Миколайович
- Секретар ради: Грицаненко Ольга Володимирівна

### Керівний склад попередніх скликань
| Прізвище, ім'я, по батькові  | Основні відомості                                                                                                | Дата обрання | Дата звільнення |
| ---------------------------- | --- | ------------ | --------------- |
| Гладенький Микола Леонідович | Сільський голова, 1953 року народження, освіта середня спеціальна, член Всеукраїнського об'єднання «Батьківщина» | 26.03.2006   | 31.10.2010      |
| Гладенький Микола Леонідович | Сільський голова, 1953 року народження, освіта середня спеціальна, член Всеукраїнського об'єднання «Батьківщина» | 31.10.2010   | 11.12.2011      |
| Ярмоленко Борис Миколайович  | Сільський голова, 1962 року народження, освіта середня загальна                                                  | 11.12.2011   |                 |

Примітка: таблиця складена за даними сайту Верховної Ради України

### Депутати
За результатами місцевих виборів 2010 року депутатами ради стали:

#### За суб'єктами висування
| Суб'єкт висування            | Кількість обраних депутатів | %    |
| ---------------------------- | --------------------------- | ---- |
| Соціалістична партія України | 7                           | 50   |
| Самовисування                | 6                           | 42,9 |
| Народна партія               | 1                           | 7,1  |

#### За округами
| № округу                     | Прізвище, ім'я, по батькові    | Дата визнання обраним | Освіта             | Партійна приналежність | Відомості про обраного депутата             |
| ---------------------------- | ------------------------------ | --------------------- | ------------------ | ---------------------- | ------------------------------------------- |
| Народна Партія               |                                |                       |                    |                        |                                             |
| 6                            | Якунь Ірина Василівна          | 02.11.2010            | середня спеціальна | позапартійна           | Краслянська сільська рада                   |
| Соціалістична партія України |                                |                       |                    |                        |                                             |
| 2                            | Грицаненко Ольга Володимирівна | 02.11.2010            | середня спеціальна | позапартійна           | Краслянська сільська рада, секретар         |
| 3                            | Ювченко Микола Дмитрович       | 02.11.2010            | середня            | позапартійний          | тимчасово не працює                         |
| 7                            | Билім Микола Федорович         | 02.11.2010            | середня спеціальна | позапартійний          | тимчасово не працює                         |
| 9                            | Нешта Людмила Петрівна         | 02.11.2010            | середня спеціальна | позапартійна           | тимчасово не працює                         |
| 11                           | Нешта Олексій Петрович         | 02.11.2010            | середня спеціальна | позапартійний          | ДП «Прилуцьке лісниче господарство», лісник |
| 13                           | Ждан Віктор Олександрович      | 02.11.2010            | середня            | позапартійний          | ПП «Нешта Л. П.», пилорамщик                |
| 14                           | Педорич Валентина Іванівна     | 02.11.2010            | середня            | позапартійна           | тимчасово не працює                         |
| Самовисування                |                                |                       |                    |                        |                                             |
| 1                            | Многоліт Ольга Михайлівна      | 02.11.2010            | середня спеціальна | позапартійна           | ветеринарний пункт, завідувачка             |
| 4                            | Кисіль Василь Михайлович       | 02.11.2010            | вища               | позапартійний          | Краслянська загальноосвітня школа, директор |
| 5                            | Мелащенко Григорій Миколайович | 02.11.2010            | середня спеціальна | позапартійний          | підприємство «НОВТРАНСЄВРО», водій          |
| 8                            | Гапон Анатолій Іванович        | 02.11.2010            | вища               | позапартійний          | тимчасово не працює                         |
| 10                           | Гапон Надія Олексіївна         | 02.11.2010            | середня спеціальна | позапартійна           | ДУІТ, агент                                 |
| 12                           | Гапон Наталія Григорівна       | 02.11.2010            | вища               | позапартійна           | тимчасово не працює                         |